# أسد الجبال الشرقي
أسد الجبال الشرقي (الاسم العلمي: Puma concolor couguar) هو تصنيف نويعي اُقْتُرِحَ سنة 1946 لجُمهرات أسد الجبال في شرق أمريكا الشمالية. أُعْلِنَ عن انقراض هذه النويعة سنة 2011 من قبل المؤسسة الأمريكية للأسماك والحياة البرية. ومع ذلك، فإن تصنيف سنة 1946 هو الآن موضع تساؤل. لم تتخذ دائرة الحياة البرية الكندية أي موقف من التصنيف. أسد الجبال شائع حاليًا في غرب أمريكا الشمالية وقد يوسع نطاقه. يُنظر إلى الأفراد أحيانًا على أنها متشردة في شرق أمريكا الشمالية.